# Элевсина
Элевси́на, или Елевзи́не, или Элеузи́не (лат. Eleusine) — род травянистых растений семейства Злаки, или Мятликовые (Poaceae).
Имя рода происходит от названия греческого города Элевсин.

## Ботаническое описание
Однолетние травянистые растения, 10—50 (100) см высотой. Листья линейные, 1—5 (10) мм шириной. Колоски многоцветковые, сидят на одной стороне плоской оси в два ряда, образуя густые колосья, сближенные у вершины стебля. Плод — свободная, округлая зерновка, 1,4—2 мм длиной.

## Таксономия
Род Элевсина включает 10 видов:
- Eleusine africana Kenn.-O'Byrne
- Eleusine coracana (L.) Gaertn. — Элевсина коракан, или Дагусса
- Eleusine floccifolia Spreng.
- Eleusine indica (L.) Gaertn. — Элевсина индийская
- Eleusine intermedia (Chiov.) S.M.Phillips
- Eleusine jaegeri Pilg.
- Eleusine kigeziensis S.M.Phillips
- Eleusine multiflora Hochst. ex A.Rich.
- Eleusine semisterilis S.M.Phillips
- Eleusine tristachya (Lam.) Lam. — Элевсина трёхколосая